# Bonfire (Album)
Bonfire ist ein Fünf-CD-Boxset der australischen Band AC/DC. Es erschien 1997 sowie remastered und im Digipak-Format im Jahre 2003. Es besteht überwiegend aus einem Tribut für den früheren AC/DC-Sänger Bon Scott, zudem aus unveröffentlichten Aufnahmen des Films Let There Be Rock, einer Live-Aufnahme im Atlantic Studio in New York und einer Remastered-Version von Back in Black. Auch enthalten sind die ersten, zwischenzeitlich verlorengegangenen Aufnahmen des Albums Highway to Hell.

## Hintergrund
Das Boxset stellt einen Tribut an Bon Scott dar. Gefragt, was Bon Scott darüber denken würde, sagte Angus Young, dass dieser einen „guten Kick“ davon bekommen würde. Scott habe immer zu Malcolm Young gesagt, wenn er jemals eine „große Nummer“ wäre und eine Soloplatte machen würde, würde er diese Bonfire nennen: „If ever I become a big shot and I gotta make a solo record, I’ll call it ‘Bonfire’.“
Das Set enthält auch ein Poster, einen Backstage-Pass und andere Extras. Zudem gibt es ein umfassendes Booklet mit Liner Notes und seltenen Fotos mit Bon Scott.

## Titelliste
Live from the Atlantic Studios
1. Live Wire – 6:16
2. Problem Child – 4:40
3. High Voltage – 5:57
4. Hell Ain’t a Bad Place to Be – 4:14
5. Dog Eat Dog – 4:42
6. The Jack – 8:37
7. Whole Lotta Rosie – 5:11
8. Rocker – 5:33

Let There Be Rock: The Movie CD 1
1. Live Wire – 8:04
2. Shot Down in Flames – 3:39
3. Hell Ain’t a Bad Place to Be – 4:31
4. Sin City – 5:25
5. Walk All Over You – 5:07
6. Bad Boy Boogie – 13:21

Let There Be Rock: The Movie CD 2
1. The Jack – 6:05
2. Highway to Hell – 3:31
3. Girls Got Rhythm – 3:20
4. High Voltage – 6:32
5. Whole Lotta Rosie – 4:55
6. Rocker – 10:45
7. T.N.T. – 4:14
8. Let There Be Rock – 7:34

Volts
1. Dirty Eyes – 3:21
2. Touch Too Much – 6:34
3. If You Want Blood (You’ve Got It) – 4:28
4. Back Seat Confidential – 5:24
5. Get It Hot – 4:17
6. Sin City – 4:58
7. She’s Got Balls – 7:57
8. School Days – 5:24
9. It’s a Long Way to the Top (If You Wanna Rock ’n’ Roll) – 5:15
10. Ride On – 10:03

Back in Black
1. Hells Bells – 5:13
2. Shoot to Thrill – 5:18
3. What Do You Do for Money Honey – 3:36
4. Givin’ the Dog a Bone – 3:32
5. Let Me Put My Love into You – 4:15
6. Back in Black – 4:16
7. You Shook Me All Night Long – 3:30
8. Have a Drink on Me – 3:59
9. Shake a Leg – 4:06
10. Rock and Roll Ain’t Noise Pollution – 4:16

## Rezeption

### Rezensionen
Rezensator.de schrieb, nicht jeder sei mit dem Boxset zufrieden gewesen, da es zu viel schon bekanntes Material gab. Jedoch werde ein AC/DC-Fan „um so ein Boxset kaum herumkommen, auch wenn er das meiste Material schon kennt. Wer sich für die Bon-Scott-Ära interessiert, findet hier ein akzeptables Paket.“

### Charts und Chartplatzierungen
Bonfire erreichte in Deutschland Rang 71 der Albumcharts und platzierte sich zwei Wochen in den Top 100. Es wurde zum zwölften Chartalbum der Band in Deutschland. In den US-amerikanischen Billboard 200 erreichte das Album in fünf Chartwochen mit Rang 90 seine höchste Chartnotierung. Hier ist es der 18. Charterfolg in den Albumcharts. In ihrer Heimat Australien platzierte sich Bonfire auf Rang 21 und hielt sich ebenfalls zwei Wochen in den Charts. Darüber hinaus platzierte sich das Album in Finnland (#47), Frankreich (#56) und Schweden (#60).
| ChartsChartplatzierungen       | Höchstplatzierung | Wochen |
| ------------------------------ | ----------------- | ------ |
| Australien (ARIA)              | 21 (2 Wo.)        | 2      |
| Deutschland (GfK)              | 71 (2 Wo.)        | 2      |
| Vereinigte Staaten (Billboard) | 90 (5 Wo.)        | 5      |

### Auszeichnungen für Musikverkäufe
| Land/Region               | Auszeichnungen für Musikverkäufe (Land/Region, Auszeichnung, Verkäufe) | Verkäufe |
| ------------------------- | ---------------------------------------------------------------------- | -------- |
| Vereinigte Staaten (RIAA) | Platin                                                                 | 200.000  |
| Insgesamt                 | 1× Platin ·                                                            | 200.000  |

Hauptartikel: AC/DC/Auszeichnungen für Musikverkäufe